# 検圧銃

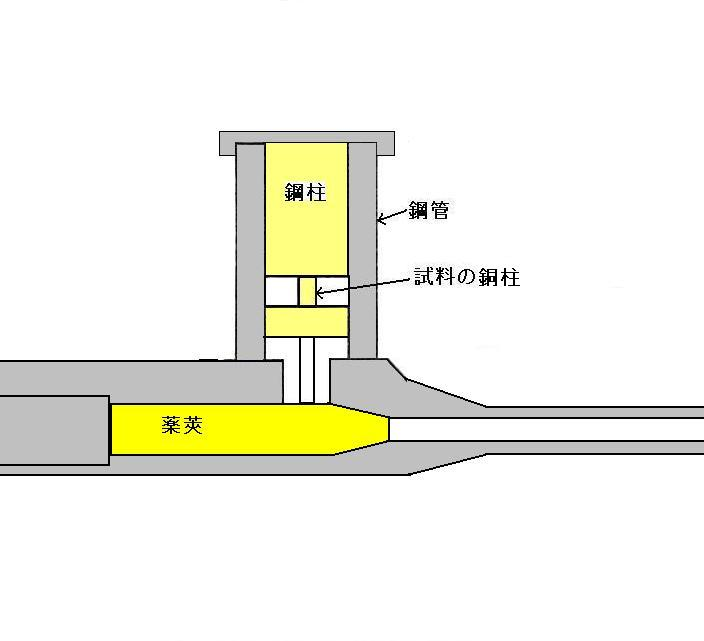
検圧銃

検圧銃（けんあつじゅう）とは銃弾に装填された火薬の破壊力と推進力を測定するために作られた専用の測定装置である。
基本的にその銃弾を使用する銃を改造するか、部品を流用して製造される。
そのため製造数は非常に少なく量産品ではないため個体差も大きい。
基本的な原理はカスト猛度試験装置と同じであり、発射圧で銅製の円柱を潰し既知の水圧圧縮の値と比較して圧力を測定する。この装置によって測定されたデータは銃の設計においては強度を算定するための重要なデータとなり、強装弾や特殊弾頭の試験においては銃の磨耗を推測するための重要なデータとなる。
また、長期保存された銃弾の火薬の劣化程度を測定するためにも使用される。
銃弾の火薬は長期間保存しておくと自己分解によって少しずつ劣化して威力が低下し、最期は不発になってしまう。
火薬の保存年数を知るためにも重要な役目を果たす。